# Mirosław Kowaluk
Mirosław Eugeniusz Kowaluk – polski informatyk, doktor habilitowany nauk matematycznych. Specjalizuje się w analizie algorytmów, strukturach danych oraz w geometrii obliczeniowej. Adiunkt Instytutu Informatyki Wydziału Matematyki, Informatyki i Mechaniki Uniwersytetu Warszawskiego.
Stopień doktorski uzyskał na Wydziale Matematyki, Informatyki i Mechaniki UW w 1997 na podstawie pracy pt. Geometrical algorithms for selected 2-center problems, przygotowanej pod kierunkiem Wojciecha Ryttera. Habilitował się w 2009 na podstawie oceny dorobku naukowego i rozprawy pt. Zastosowanie szybkiego mnożenia macierzy w problematyce najniższych wspólnych przodków.
Swoje prace publikował w takich czasopismach jak m.in. „Theoretical Computer Science”, „Information Processing Letters”, „SIAM Journal on Discrete Mathematics”, „CoRR” oraz w serii „Lecture Notes in Computer Science”. Na język polski przełożył podręcznik Geometria obliczeniowa. Algorytmy i zastosowania Marka de Berga (Warszawa, Wydawnictwa Naukowo-Techniczne 2007, ISBN 978-83-204-3244-2).